# Innocuonema flaccidum
Innocuonema flaccidum är en rundmaskart som först beskrevs av Christian Wieser 1959.  Innocuonema flaccidum ingår i släktet Innocuonema och familjen Chromadoridae. Inga underarter finns listade i Catalogue of Life.